# 俄羅斯伊斯蘭大學
俄羅斯伊斯蘭大學，是俄羅斯一所高等伊斯蘭學校，位於韃靼斯坦共和國首都喀山。
大學分三個部門(神學，伊斯蘭科學和背誦古蘭經)和四個分科(人道主義、伊斯蘭教法、神學、語言學)。
在2008年，大學有70個系和400位學生。